# Cartersville
Cartersville is een plaats (city) in de Amerikaanse staat Georgia, en valt bestuurlijk gezien onder Bartow County.

## Demografie
Bij de volkstelling in 2000 werd het aantal inwoners vastgesteld op 15.925.
In 2006 is het aantal inwoners door het United States Census Bureau geschat op 17.407, een stijging van 1482 (9,3%).

## Geografie
Volgens het United States Census Bureau beslaat de plaats een oppervlakte van
60,9 km², waarvan 60,6 km² land en 0,3 km² water. Cartersville ligt op ongeveer 254 m boven zeeniveau.

## Plaatsen in de nabije omgeving
De onderstaande figuur toont nabijgelegen plaatsen in een straal van 20 km rond Cartersville.

## Geboren
- Wayne Knight (1955), acteur